# Trilion
În matematică, un trilion (1 000 000 000 000 = 1012) este un număr format din o mie de miliarde (1000 × 109) sau un milion de milioane (106 × 106) de unități. În limba română, un trilion are valori diferite în funcție de scara folosită: 1012,1015,1018 